# Atlantide (film 2021)
Atlantide è un film del 2021 diretto da Yuri Ancarani.
Dopo essere stato presentato in anteprima alla 78ª Mostra internazionale d'arte cinematografica di Venezia, è stato distribuito nelle sale italiane a partire dal 22 novembre 2021.
È stato candidato ai David di Donatello 2022 come miglior documentario.

## Trama
Daniele è un ragazzo di 24 anni che vive a Sant'Erasmo, un'isola rurale della Laguna di Venezia. È solitario ed emarginato da suoi coetanei, con i quali condivide però il culto del "barchino" e il desiderio ossessivo di avere il mezzo più veloce e potente.

## Produzione
Il film è stato prodotto principalmente dalle società italiane Dugong Films con  Rai Cinema, la francese Luxbox e la statunitense Unbranded Pictures. È stato co-prodotto anche da Mirfilm e Alebrije Producciones e ha avuto il supporto del Ministero della cultura, Eurimages, la regione Emilia-Romagna, CNC e Doha Film Institute.

### Ideazione

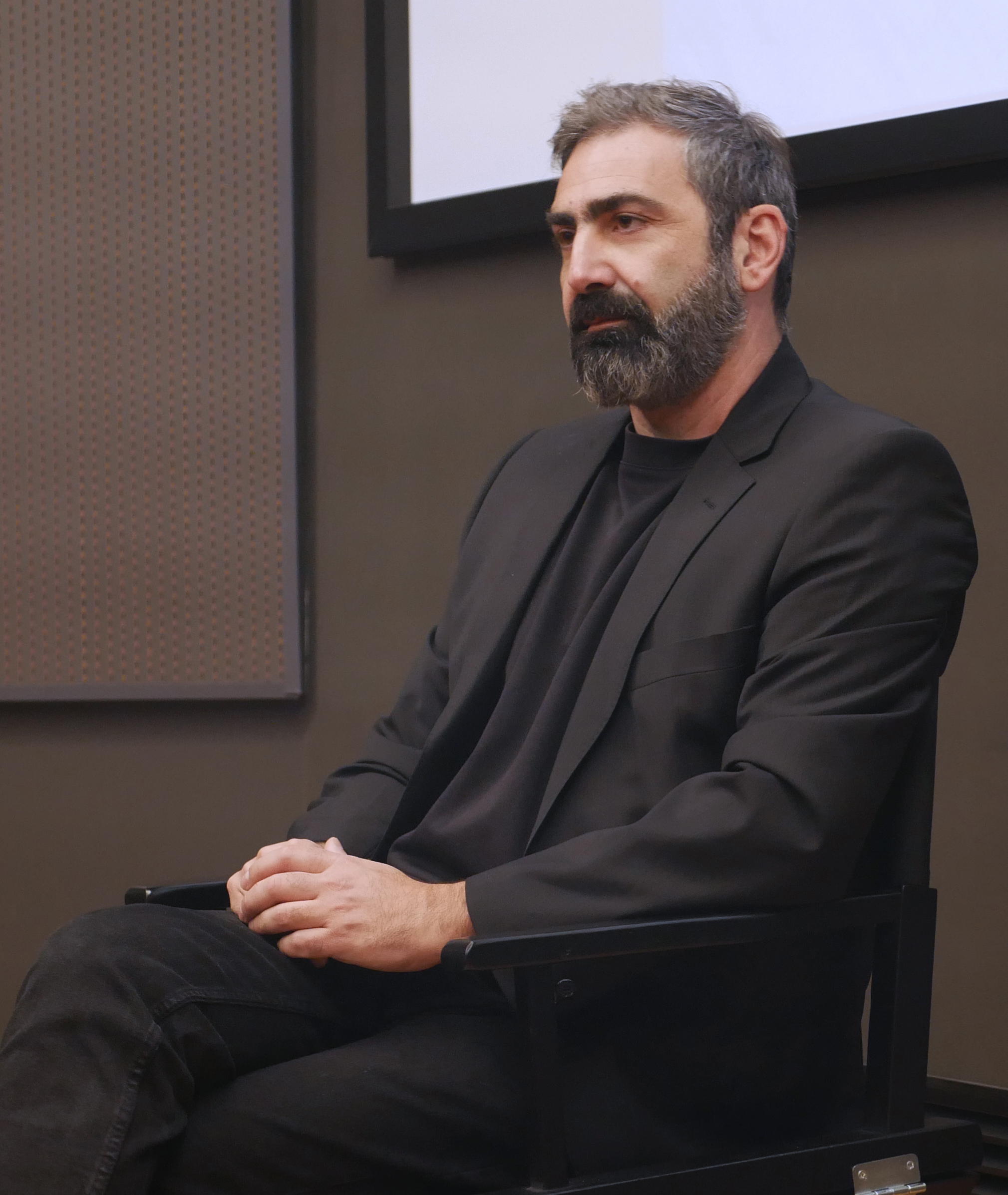
Il regista Yuri Ancarani a una conferenza stampa del film a Roma, nel 2021.

L'idea per il film è nata più di dieci anni prima della sua realizzazione, quando il regista Yuri Ancarani, durante una visita alla città di Venezia, ha assistito casualmente al passaggio di un "barchino", una piccola imbarcazione dotata di musica e luci, oltre che di un motore potente. Dopo aver scoperto come questo mezzo fosse in realtà parte di un fenomeno sociale ben più grande, Ancarani ha iniziato a interessarsene e ad approfondirlo, ad esempio parlando con un ragazzo del luogo e chiedendogli un giro sul mezzo.
Il regista ha così scoperto, a sua detta, che il "barchino" è in realtà il luogo in cui si svolge tutto il processo di trasformazione da adolescenti in adulti per i giovani maschi della laguna veneta; in quel piccolo spazio «fanno i soldi, fanno le sfide, si amano, si fanno del male». L'interesse per questo mondo nascosto e inedito ha fatto nascere nel regista il desiderio di girare un film sul fenomeno, che ha dovuto però accantonare temporaneamente per mancanza dell'esperienza e del budget necessari alla sua realizzazione.
Riguardo al titolo del film, Ancarani ha dichiarato:

### Riprese

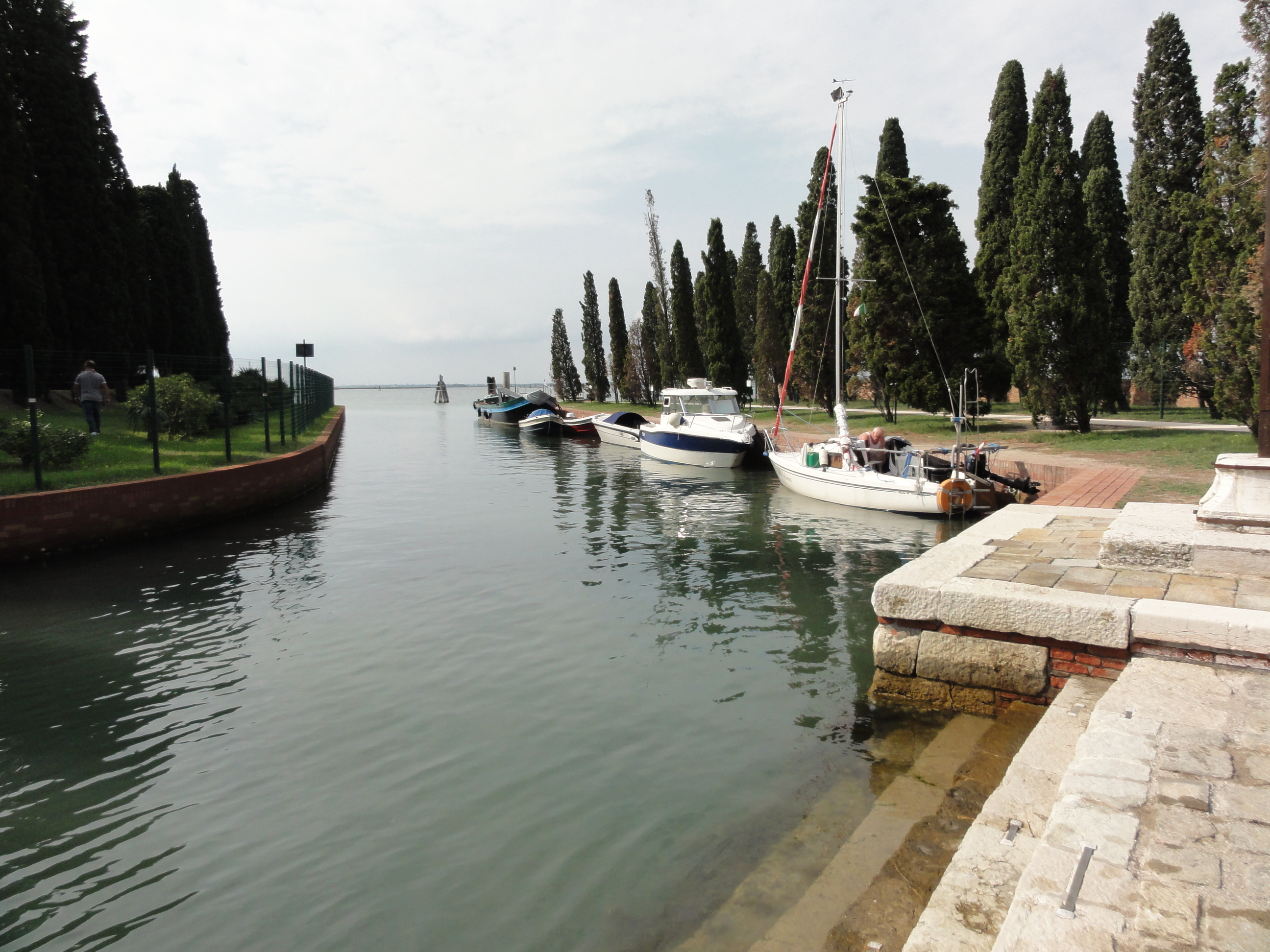
In una scena del film, i giovani sono radunati presso il canale dell'isola di San Francesco del Deserto.

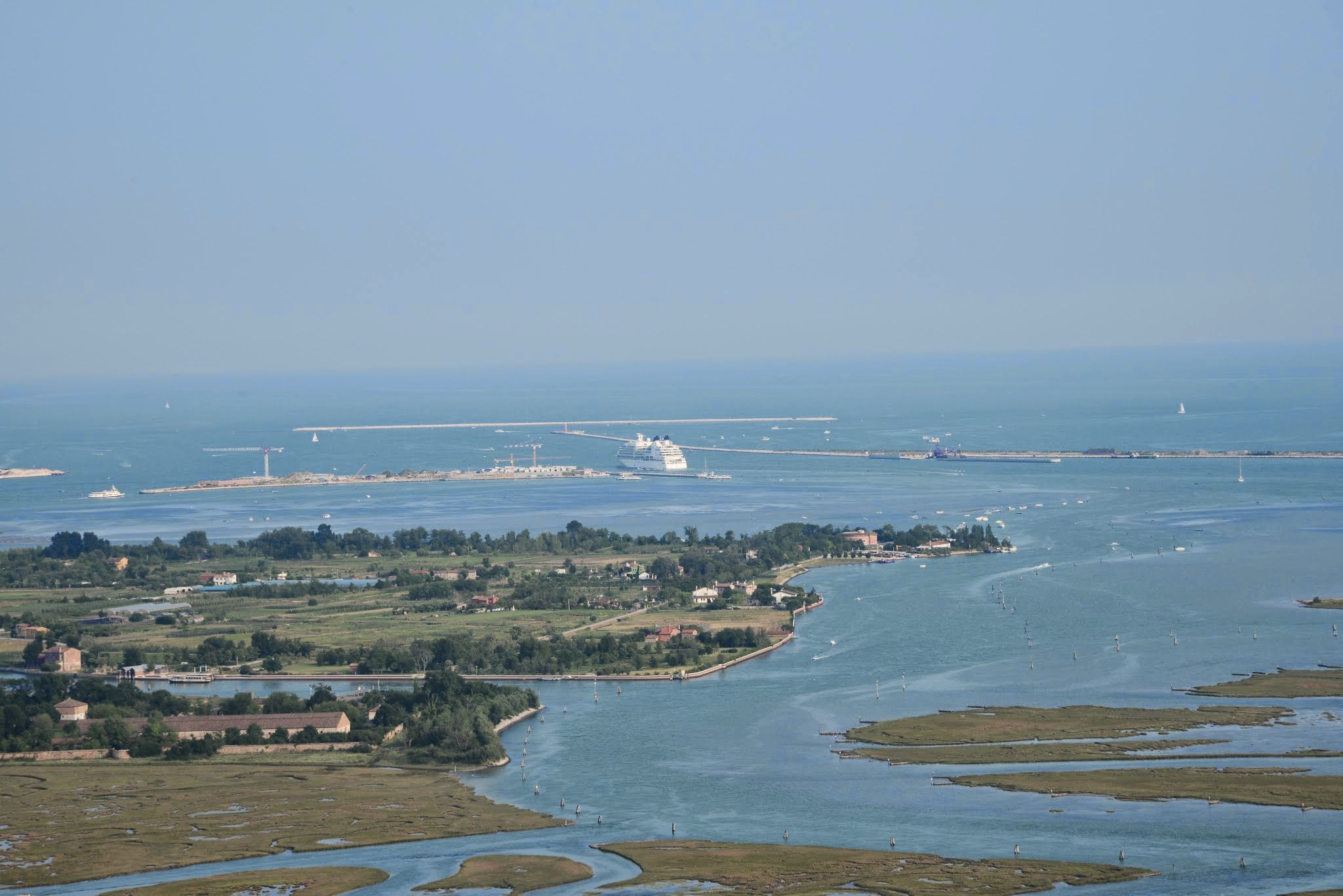
Sant'Erasmo è una delle location principali del film, nonché l'isola in cui vive il protagonista Daniele.

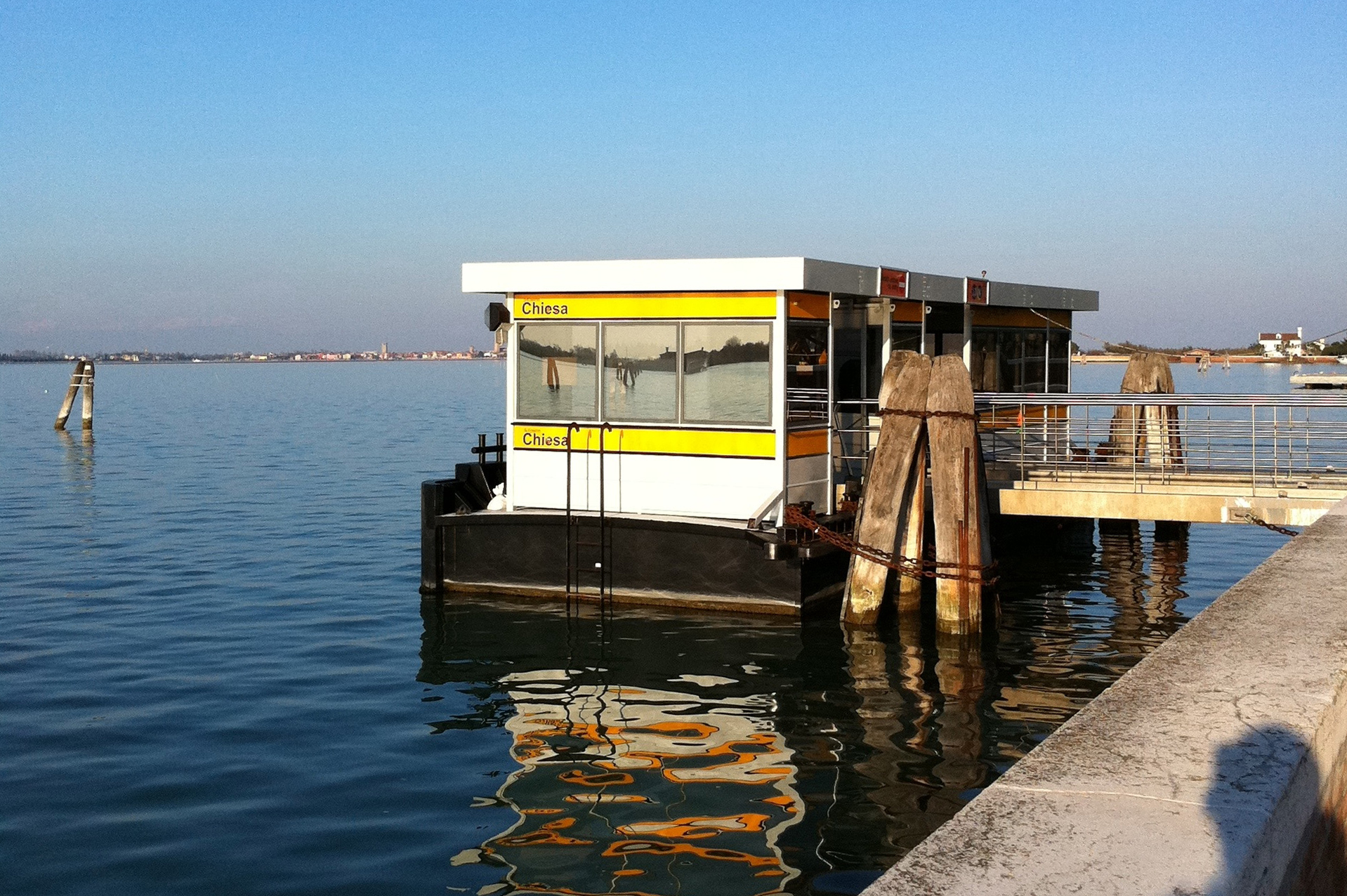
Nella prima scena del film, un gruppo di giovani fa il bagno tuffandosi da una fermata del vaporetto a Sant'Erasmo.

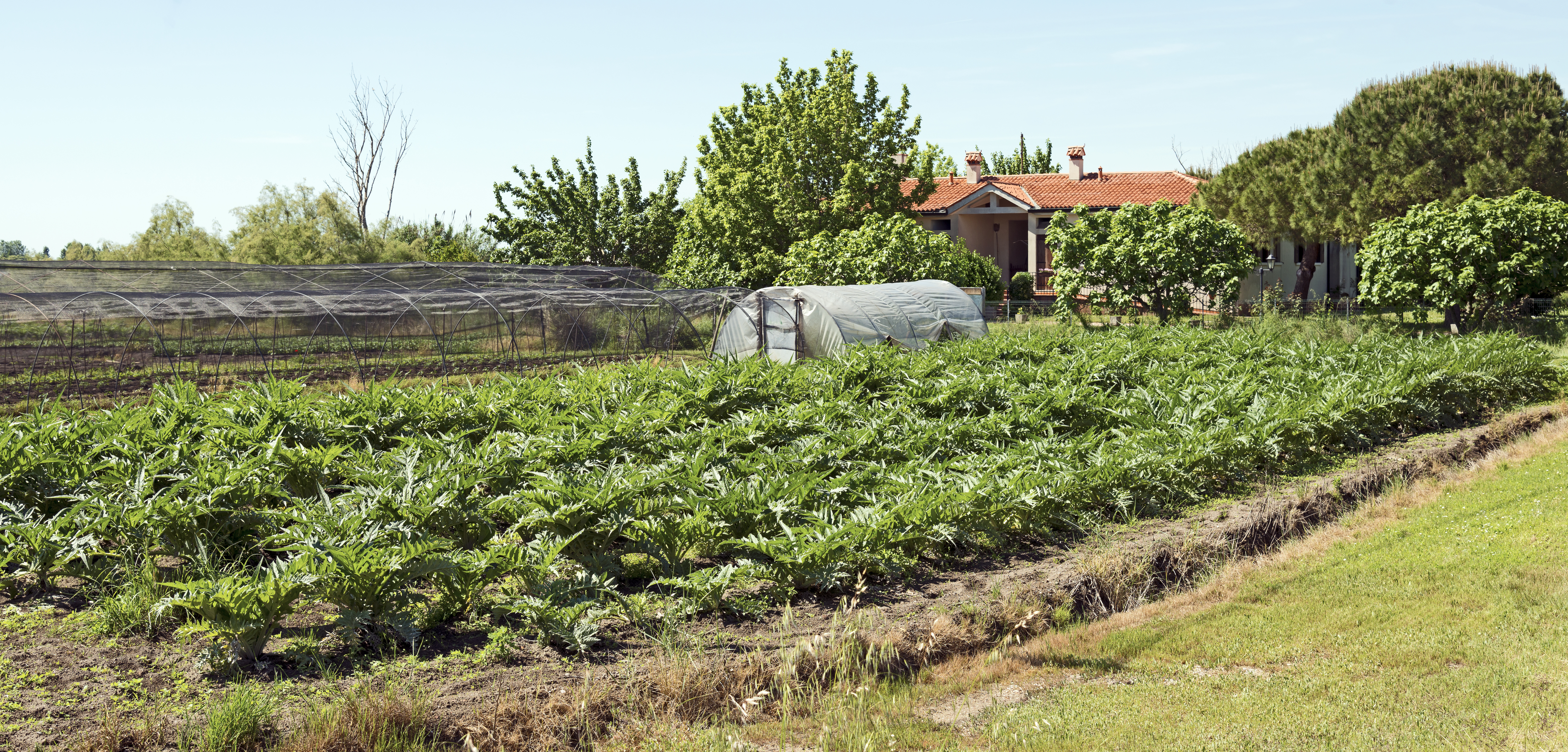
In una delle rare scene in cui compare un adulto, un anziano contadino insegna al giovane Daniele a sradicare le "castraure" in un campo di Sant'Erasmo.

Nel 2018 Ancarani si è occupato della ricerca per il film, riconnettendosi a un gruppo di giovani del luogo. Le riprese sono state realizzate nell'arco di tre anni, dal 2019 al 2021, attraversando eventi come l'acqua alta eccezionale e la pandemia di COVID-19.
Per girare le scene in acqua il regista si è servito di una Red Monstro 8K, una macchina da presa digitale molto piccola e leggera, che gli ha consentito di avere la giusta praticità per riprendere dai "barchini" e allo stesso tempo avere una qualità elevata, potendo girare circa 2 terabyte di materiale al giorno. Per illuminare le scene durante le riprese notturne il regista ha sfruttato, oltre ai LED dei "barchini" stessi, unicamente la luce della Luna, scegliendo quindi le date in cui girare sulla base del calendario lunare.
Le riprese del film si sono svolte principalmente nelle isole di Sant'Erasmo, San Francesco del Deserto e Pellestrina. La sequenza finale, invece, è girata tra i canali di Venezia. Con quest'ultima, il regista ha voluto creare un'«esperienza psichedelica» ruotando la macchina da presa di 90 gradi.

### Sceneggiatura
Il film è nato senza una sceneggiatura, la quale si è invece sviluppata nel corso delle riprese, seguendo la vita dei ragazzi. Ad ogni scoperta da parte del regista di nuove realtà, seguiva un periodo di riprese e di montaggio. I tempi delle riprese erano quindi dettati dagli eventi che capitavano ai giovani, tra cui la rottura di una relazione.
In merito a questo aspetto, Ancarani ha affermato quanto segue:
L'elemento di fiction più rilevante è nella parte finale del film: la tragica morte del protagonista a causa di un incidente in "barchino" e il suo annuncio da parte del TGR. L'intenzione di mettere in scena la morte del protagonista era nota a tutti i ragazzi sin dall'inizio, da prima che il protagonista venisse scelto. Per questa decisione, Ancarani si è basato sulle notizie di cronaca locale relative agli incidenti mortali coi "barchini" guidati dai giovani.

### Casting
La ricerca del protagonista è stata lunga e complessa; alla fine la scelta del regista è ricaduta su Daniele Barison, uno dei primi ragazzi da lui conosciuti sul posto. Ancarani ha affermato di averlo scelto perché «con il suo volto, il suo sorriso riusciva a trasmettere tutta la sofferenza che avevo l'esigenza di rappresentare». In merito al protagonista, Ancarani ha raccontato:
Tutti i ragazzi del film non sono attori e non recitano, ad eccezione di Bianka Berényi, la ragazza bionda con cui il protagonista ha un rapporto sessuale sul proprio "barchino". Su di lei il regista ha affermato:

### Fotografia
La fotografia del film è stata curata dal regista Ancarani. Ha collaborato con lui Mauro Chiarello, che si è occupato delle parti più fiction e strutturali del film.

### Montaggio
Il montaggio del film, avvenuto a più riprese, è stato realizzato dallo stesso Ancarani, in collaborazione con Yves Beloniak. I momenti di montaggio sono stati accompagnati dalla musica ascoltata dai giovani nei "barchini", tra cui quella di Sick Luke.

## Colonna sonora
La musica è stata l'elemento chiave che ha permesso al regista di entrare in contatto con il gruppo di ragazzi e ottenere la loro fiducia. Ascoltando e approfondendo la musica trap riprodotta dalle casse montate sui "barchini", Ancarani ha scoperto vari giovani artisti musicali, tra cui il trapper Sick Luke e la Dark Polo Gang. Sick Luke stesso, dopo essere stato contattato dal regista, ha curato la colonna sonora del film.
Alla musica trap ascoltata dai giovani si affianca, in una sorta di «incontro-scontro», una musica orchestrale, «cinematografica» e «hollywoodiana», curata invece da Lorenzo Senni e Francesco Fantini.
L'11 marzo 2023, presso il Museo d'arte moderna di Bologna, Ancarani ha presentato, in edizione limitata, il CD della colonna sonora originale del film, composto da 20 tracce e pubblicato dalla Carosello Records.

## Distribuzione

### Festival e mostre
Il 2 settembre 2021 Atlantide è stato presentato in anteprima nella sezione Orizzonti della 78ª Mostra internazionale d'arte cinematografica di Venezia.
In seguito il film è stato proiettato in numerosi festival cinematografici, tra cui la Viennale, il Festival internazionale del cinema di Varsavia,  il São Paulo International Film Festival a San Paolo, l'International Documentary Film Festival di Amsterdam, il Thessaloniki International Film Festival a Salonicco, il Festival de Cine Europeo a Siviglia, Alice nella città (sezione del Festa del Cinema di Roma) e il Festival del cinema di Porretta Terme.
A metà marzo del 2022 il regista si è inoltre recato negli Stati Uniti per presentare Atlantide anche nei musei oltreoceano: tra il 21 e il 27 marzo il film è stato proiettato al Museum of Modern Art di New York, mentre il 5 aprile è stato proiettato presso l'Hammer Museum di Los Angeles.
A giugno, luglio e settembre del 2022, il film è stato proiettato in più occasioni presso il Palazzo Grassi di Venezia. L'11 febbraio 2023, invece, il film è stato mostrato alla Fondazione Prada di Milano, insieme al precedente lungometraggio di Ancarani, The Challenge (2016). Dal 2 febbraio al 7 maggio 2023 il Museo d'arte moderna di Bologna (MAMbo) ha ospitato la mostra Atlantide 2017 - 2023 di Ancarani, nella quale, oltre a venire proiettato il film, sono stati mostrati una serie di video inediti legati alla sua produzione.

### Cinema e streaming
A partire dal 22 novembre 2021 Atlantide è uscito nelle sale italiane, distribuito da I Wonder Pictures. Nonostante l'intenzione iniziale della società di distribuzione fosse quella di proiettarlo nelle sale per tre giorni come evento speciale, il film ha continuato a essere richiesto e proiettato nei mesi a seguire. Dalla data dell'uscita fino a febbraio del 2022, il regista Yuri Ancarani ha presentato di persona il film nelle sale di diverse città d'Italia, tra cui: Roma, Milano, Venezia, Ravenna, Ancona, Reggio Emilia, Modena, Cesena, Perugia e Ferrara.
L'11 marzo 2022 Atlantide è stato reso disponibile in streaming su Prime Video, tramite il canale I Wonderfull di I Wonder Pictures. Lo stesso canale ha pubblicato anche Atlantide: Conversazione con Yuri Ancarani, un'intervista di Andrea Romeo al regista, della durata di circa mezz'ora. Dal 15 aprile 2023 il film è stato reso disponibile su RaiPlay, piattaforma streaming della Rai.
In Portogallo il film è uscito nelle sale il 14 aprile 2022, con il titolo Atlântida, distribuito da Nitrato Filmes.
L'8 settembre 2022 il film è uscito in Germania, distribuito da Rapid Eye Movies,
mentre il 13 luglio 2023 è stato proiettato nei Paesi Bassi, distribuito da Eye Filmmuseum.

## Riconoscimenti
- 2020 – KVIFF Eastern Promises Industry Days[48]
  - Premio Eurimages Lab Project
- 2021 – Mostra internazionale d'arte cinematografica di Venezia[1]
  - Sezione "Orizzonti"
- 2021 – Batumi International Art House Film Festival[49]
  - Menzione speciale per la sezione "International Competition Documentary Films"
- 2021 – Festival internazionale del cinema di Varsavia[19]
  - Sezione "Discoveries"
- 2021 – Festival international du film de la Roche-sur-Yon[50]
  - Premio Nouvelles Vagues Acuitis
- 2021 – Denver Film Festival[51]
  - Sezione "International Feature"
- 2021 – São Paulo International Film Festival[20]
  - Sezione "New Directors Competition"
- 2021 – Film Festival Cologne[52]
  - Sezione "Best of Cinema Documentary"
- 2021 – Brisbane International Film Festival[53]
  - Sezione "Adrenalin"
- 2021 – Viennale[18]
  - Sezione "Features"
- 2021 – Alice nella città[24]
  - Sezione "Sintonie"
- 2021 – Thessaloniki International Film Festival[22]
  - Sezione "Film Forward"
- 2021 – Festival de Cine Europeo de Sevilla[23]
  - Sezione "The New Waves Non fiction"
- 2021 – Ljubljana International Film Festival[54]
  - Sezione "Perspectives"
- 2021 – Exground Filmfest[55]
  - Sezione "Youth days"
- 2021 – International Documentary Film Festival Amsterdam[21]
  - Sezione "Masters"
- 2021 – Panorama of the European Film[56]
  - Sezione "Main Narrative Features"
- 2021 – Filmmaker[57]
  - Film di apertura
- 2021 – International Film Festival of India[58]
  - Sezione "World Panorama"

- 2021 – Festival del cinema di Porretta Terme[25]
  - Candidato al premio Elio Petri
- 2022 – Göteborg Film Festival[59]
  - Sezione "Visionaries"
- 2022 – Luxembourg City Film Festival[60]
  - Premio Grand Prix
- 2022 – Festival Internacional de Cine UNAM[61]
  - Sezione "Competencia Internacional"
- 2022 – Vilnius International Film Festival[62]
  - Sezione "Panorama"
- 2022 – CPH:DOX[63]
  - Sezione "Artists & Auteurs"
- 2022 – Bolzano Film Festival Bozen[64]
  - Sezione "Documentari"
- 2022 – Visions du Réel[65]
  - Sezione "Latitudes"
- 2022 – International Istanbul Film Festival[66]
  - Young Masters
- 2022 – Festa do Cinema Italiano[67]
  - Sezione "Altre visioni"
- 2022 – David di Donatello[4][5]
  - Candidato per il miglior documentario
- 2022 – D'A Film Festival[68]
  - Sezione "Talents"
- 2022 – Beldocs International Documentary Film Festival[69]
  - Sezione "Meteors"
- 2022 – Bellaria Film Festival[70]
  - Sezione "Casa Rossa"
- 2022 – Docaviv[71]
  - Sezione "International Competition"
- 2022 – Biografilm Festival[72]
  - Sezione "Omaggi"
- 2022 – Festival internazionale del cinema di Karlovy Vary[73]
  - Sezione "Imagina"
- 2022 – New Horizons Film Festival[74]
  - Sezione "Visual Front"